# نوربرت مایر
نوربرت مایر (به آلمانی: Norbert Meier) بازیکن فوتبال و هافبک اهل آلمان است که از سال ۱۹۸۲ میلادی عضو تیم ملی فوتبال آلمان بوده‌است. وی در ۱۶ بازی ملی حضور داشته است و آخرین بازی ملی خود را در سال ۱۹۸۵ میلادی انجام داد. نوربرت مایر در بازی‌های ملی‌اش ۲ گل به ثمر رساند.